# Сім чудес Казахстану

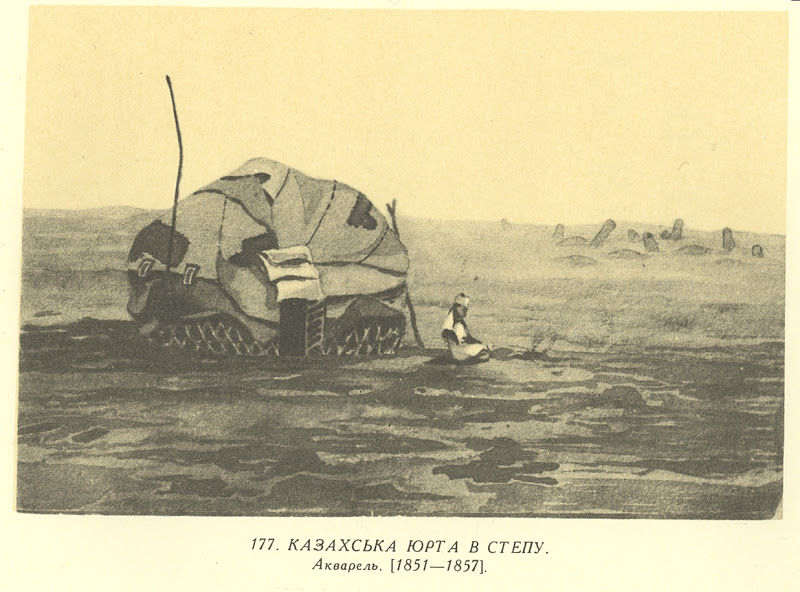
3. Казахська юрта в степу. Т. Г. Шевченко

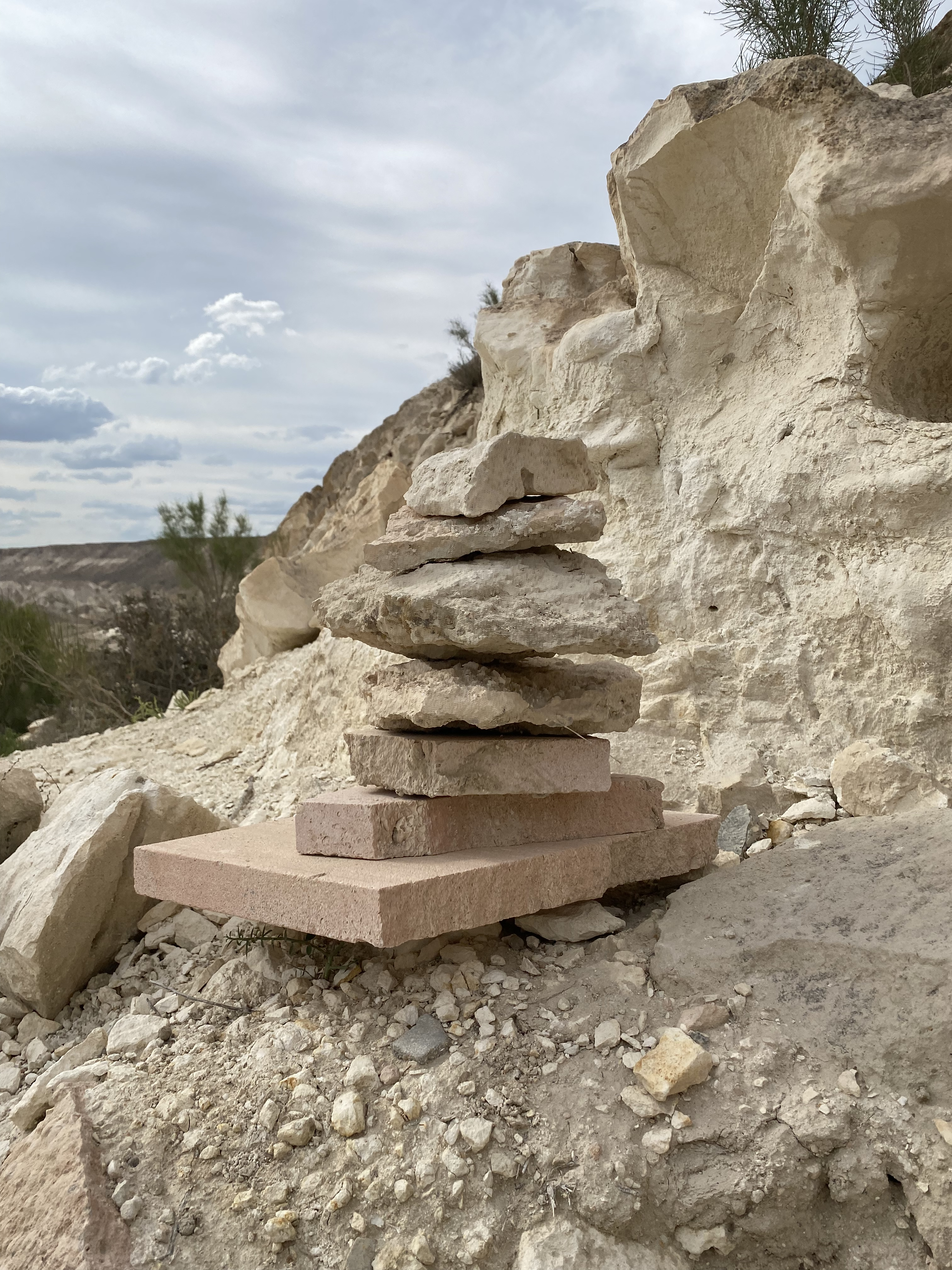
6. Мангістауська підземна мечеть

7. Астана — Байтерек

Сім казахських чудес
1. Символічні кам'яні малюнки

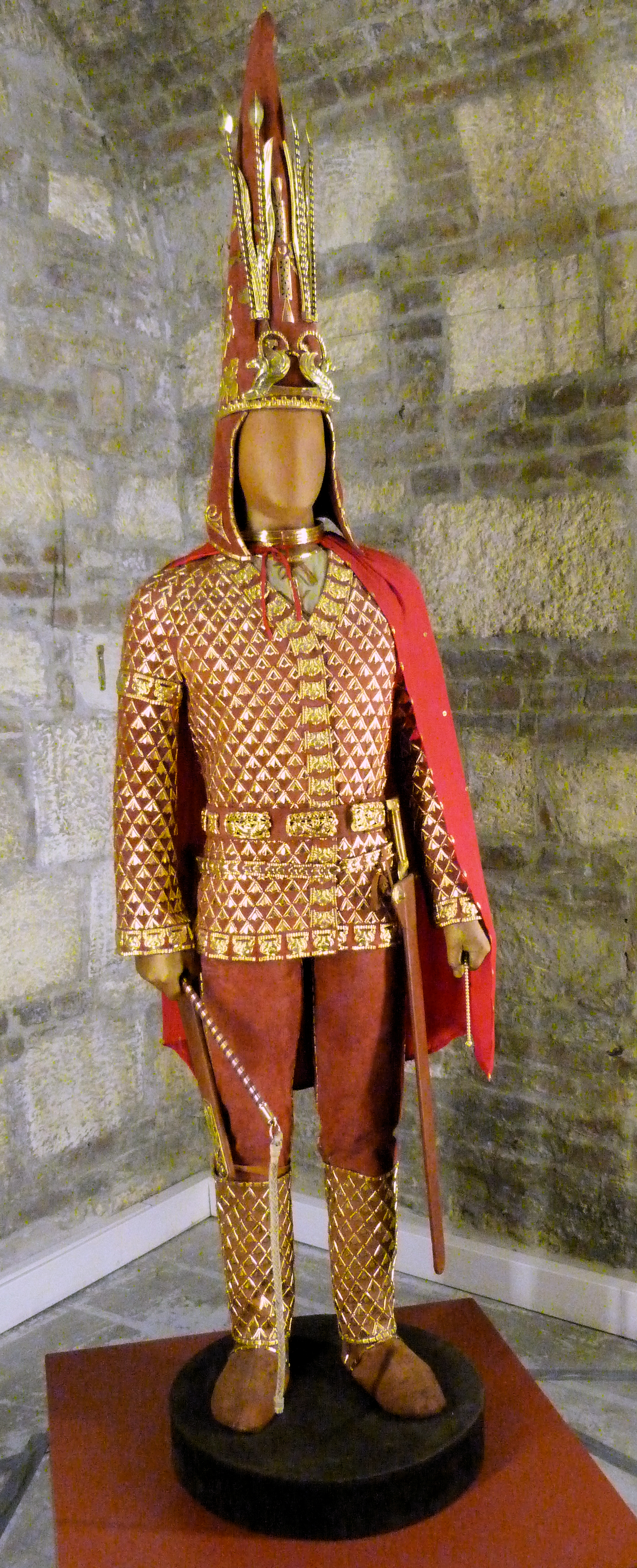
2. Золота людина
3. Казахська юрта

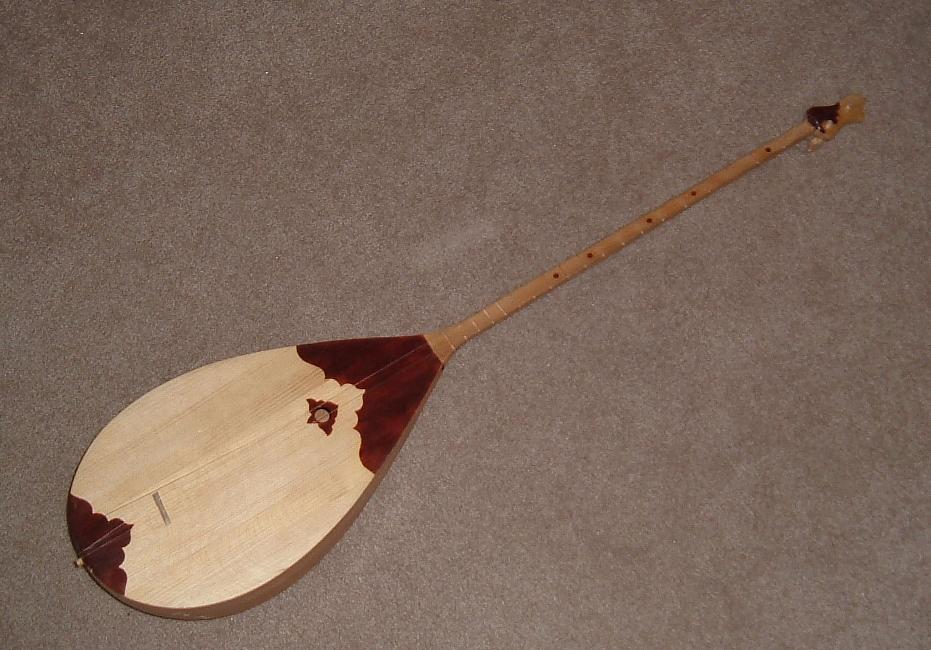
4. Домбра

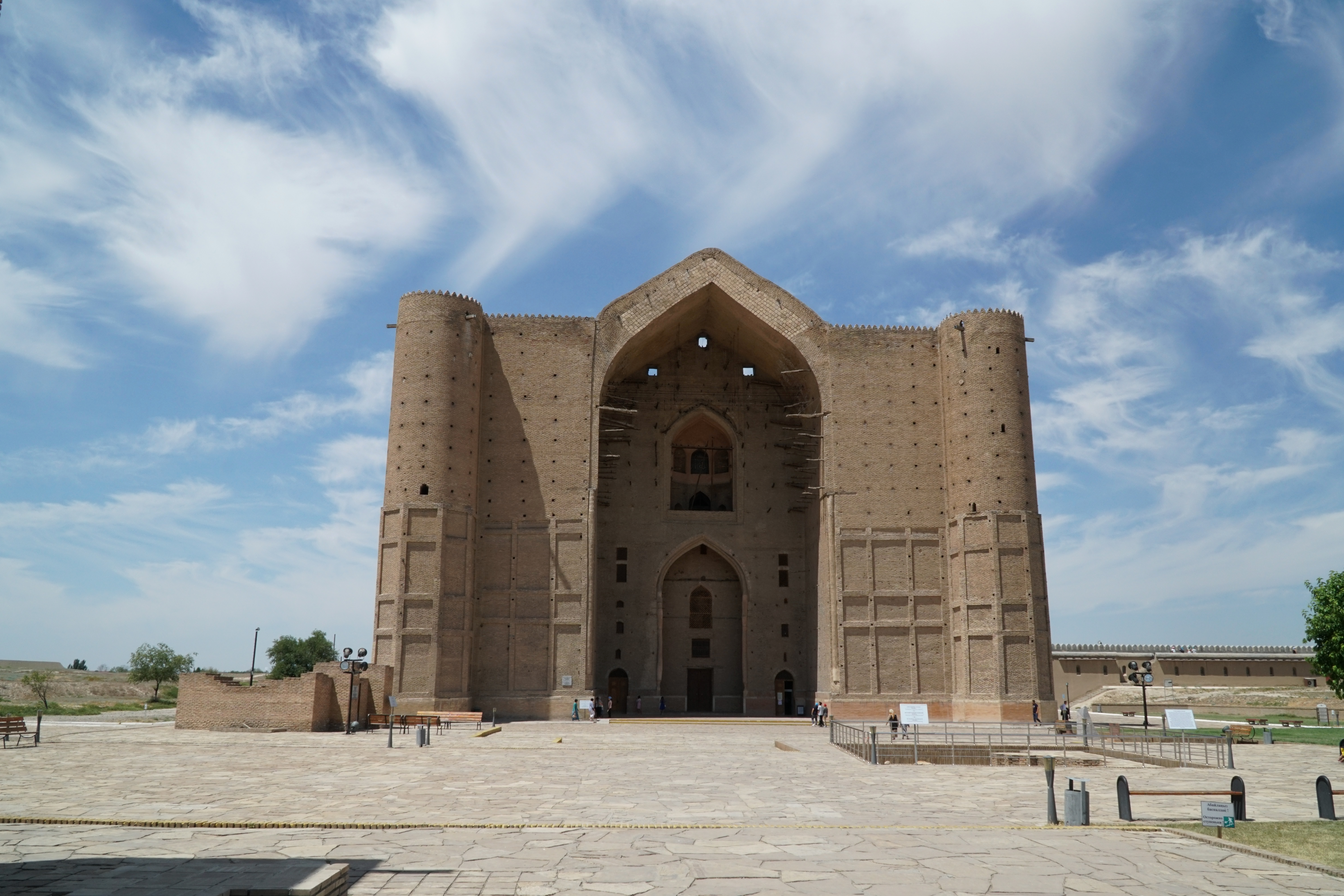
5. Мавзолей Ясаві
6. Мангістауська підземна мечеть
7. Астана — Байтерек

## Кам'яні малюнки
Різьблені Кам'яні малюнки бронзової доби зачаровують глядача. Стародавні люди вирізали тварин, людей, колісниці, сцени війни на блискучих, випалених сонцем гірських скелях. Ці різьблення вважаються дуже важливим набором даних, які представляють духовну культуру і чіткий світогляд людства. Казахські археологи ретельно вивчили наскельні малюнки Казахстану, одного з найбагатших місць у світі за кількістю та різноманітністю петрогліфів. В результаті вони долучилися до скарбниці світової культури. На них зображено побут стародавніх людей, традиції стародавніх племен, релігійні вірування, образи, пов'язані з полюванням і війною. Символічні кам'яні розписи в Алматинській області належать до пам'яток світової культури.

## Золота людина
На початку 1960-х років археологи виявили «Іссикську золоту людину» в чумі поблизу міста Єсік. Це був молодий чоловік, похований близько 2500 років тому. На зовнішній стороні головного убору і чобіт покійного наклеєні різні дрібні золоті зображення коня, барса, гірського козла, птаха. Їх близько 4000. Знахідка фортеці Єсік сьогодні має світову популярність. Вона також є основою для монумента Незалежності в Алмати. Золота людина, яка збереглася дотепер, також була зарахована до семи чудес Казахстану.

## Казахська юрта
Юрта — це вид житла, найбільш придатного для кочового способу життя і побуту стародавніх людей, які багато століть панували на безкрайньому Євразійському півострові. Вже в епоху пізньої бронзи (близько кінця II тисячоліття — початку I тисячоліття) в євразійському степу почали з'являтися перші пересувні житла на колесах. У середні віки кочували величезні розібрані юрти-орди, встановлені на платформах і запряжені десятками тяглових тварин. Житло на возі (кареті) — такі розкішні види юрт використовувалися в Казахстані до 17 століття.

## Домбра
Душа казахського народу, споріднена душа — домбра. Домбра — це народна мудрість. Вона представляє життєвий досвід і знання про природу, людину, світ, давні релігійні вірування та філософські погляди казахського народу, передавав їх від батька до сина, від покоління до покоління. Домбра — давній родовід кочової країни, сумний стан старого, який багато побачив. Вона закорінена в історичній долі народу. Вона відкриває багато ненаписаних сторінок історії та стає історією казахського народу. Вчені вказують на схожість двокінцевого інструменту на зображеннях не менше 2 тисяч років тому з казахською домброю і доводять, що це був один з найпоширеніших інструментів серед корінних кочівників Казахстану. Розвиток домбрової традиції досяг свого піка в 19 столітті. У традиції культури Казахстану сформувалося багато професійних музикантів-композиторів, музична традиція поділилася на багато шкіл. Ці співаки-композитори вирізнялися неповторним стилем, технікою співу, музичною мовою, виконавською майстерністю і залишили яскравий слід у казахському мистецтві. Домбра дає можливість народження талановитих людей у культурі казахів кожної епохи. Тому домбра є одним із семи чудес Казахстану.

## Мавзолей Ясаві
Туркестан — одне з найдавніших міст Сходу, яке займає важливе місце в матеріальному і духовному житті народів Середньої Азії та Казахстану. Туркестан, який відзначив своє 1500-річчя, є місцем духовності, якому слід надати особливий статус. Саме в ньому розташований мавзолей на могилі поета і проповідника Ходжі Ахмеда Ясаві. Ахмет Ясаві народився 1103 року в місті Сайрам (колишній Іспіджаб) у Південному Казахстані. Першу освіту отримав у місцевого священника Аристана Баба. Окрім рідної мови, він володів арабською та перською мовами. Серед кипчаків, канли, кунуратів і давньотюркських племен проповідник ісламу Ахмет Ясаві вважався духовним лідером і називався «святим». Ходжа Ахмет — філософ-поет, який за своє життя написав багато мудрості, створеної білими віршами. До наших днів дійшло понад двісті мудростей. З 63 років останні 12 років він провів під землею і не бачив сонячного світла. Аксак Темір, знаменитий полководець, який правив усім Сходом, почав будувати величезний пам'ятник Ходжі Ахмету, якому сто разів на день поклонявся і молився. Будівництво пам'ятника довірив Маулену Убайдуллі Садиру, який був помічений добрими справами при Темірі. Мавзолей збудовано за чітким і гармонійним планом. Головний портал, з'єднаний вежами з обох боків, складається з похилих стін. Комплекс Ходжі Ахмета Ясаві є портально-купольною будівлею. Його розмір 46,5 х 65,5 метрів. Навколо центрального залу розташовано 35 великих і малих кімнат різного призначення. В одному з них поховано тіло суфійського поета. У центральній кімнаті зберігається рукописний примірник Корану, релігійні книги, хроніки. Сьогодні будівля Ходжі Ахмета Ясаві є однією із зірок великої архітектури східних народів. Щороку на мавзолей приходять дивитися понад 100—150 тисяч людей. Сюди їх веде бажання пізнати таємницю краси й величі.

## Мангістауська підземна мечеть
Підземна мечеть Бекет Ата — пам'ятник історії та архітектури, висічений на пагорбі Огиланди, що впирається в Мангістауську западину Південного плато. Три кімнати розміром з три-чотирикрилу юрту. Згідно з даними, Бекет Ата народився 1750 року й був відомий не тільки як знахар і ворожбит, а і як учений, який добре знав закони фізики, математики та астрономії. Після навчання в Бухарі він повернувся у свій край і збудував п'ять мечетей. Його слава зросла серед місцевих релігієзнавців, і він став відомий як Пір. Помер у віці Пророка. Силует Бекет Ата висічено та розташовано біля однієї з кімнат цієї підземної мечеті. При цьому настоятель мечеті не позбавляється від паломників ні вдень, ні вночі.

## Астана— Байтерек
Монумент «Байтерек» розташований у Нурсултані, столиці Казахстану, на березі річки Есиль. Виготовлена з металу, скла та бетону, ця «тополя» унікальна як за архітектурним змістом, так і за конструкцією: вона складається з металевої конструкції заввишки 105 метрів і близько п'яти сотень паль вагою понад 1000 тонн. Все в пам'ятнику — золоте сонце на вершині, висота 97 метрів і внутрішня архітектура, розділена на три зони, які символізують три основи небесного світу, є певним символом. Вперше у світі скляна повітряна куля «хамелеон», що змінює колір після заходу сонця, діаметром 22 метри та вагою 300 тонн встановила рекорд висоти (за найбільшу повітряну кулю у світі). Ця «тополя», що височіє над столицею Казахстану, як найбільша повітряна куля у світі, є архітектурним символом оновлення, символом незалежного Казахстану. Основна ідея «Байтерека» втілилася в життя, спираючись на ескізи Президента Нурсултана Назарбаєва. Він уособлює життєвий ідеал усіх казахстанців, які прагнуть до мирного життя та злагоди. Цей об'єкт повністю відповідає високим вимогам світової архітектури. Високий «Байтерек» на лівому березі річки Есіль має висоту 97 м (обрано через рік, коли Астана стала столицею), діаметр 27 м; декоративні залізобетонні сходи, що ведуть до парадних дверей, знаходяться на висоті 4,8 м над землею. Об'єкт «Байтерек» складається з трьох частин; підземна частина уособлює коріння нації, а наступні — етапи процвітання. Вгорі — композиція «Аяли алакан»; коли долоня торкається її, світло тече у вигляді сувою, світло розливається в долоню, і звучить гімн Казахстану. Далі композиція у вигляді кріплення відділяється від основи й створює враження, що вона пливе на поверхні землі. На наконечнику стріли знаходиться золота куля. Купол «Байтерек», засклений спеціальним склом, важить 70 тонн, а верхня площа золотої сфери становить 1553 м. З панорамного залу цього глобуса можна помилуватися «старою» і «новою» архітектурою Астани вчора і сьогодні. Золота сфера і головний вхід будівлі з'єднані один з одним металевим пристроєм під назвою «окпан» вагою 695 тонн. У комплексі «Байтерек» також є кав'ярня, яка дозволяє відвідувачам відпочити та неквапливо роздивитись. «Байтерек», що тягнеться до неба в центрі Астани, є символом сучасного Казахстану, знаком відродження і занепаду казахського народу, державності, висоти та глибини, широти, майстерності. Це одне з найвідвідуваніших місць столиці. На 10-му конкурсі, проведеному Міжнародним союзом архітекторів в Астані, рішенням престижного міжнародного журі комплекс «Байтерек» був відзначений Гран-прі як найкращий проєкт і споруда 2002 року.